# Макаренко, Александр Сергеевич
Алекса́ндр Серге́евич Мака́ренко (1861—1932) — русский военный юрист, главный военный прокурор в 1911—1917 годах, генерал-лейтенант.

## Биография
Православный. Дворянин Костромской губернии.
Окончил 2-ю Московскую военную гимназию (1879) и 1-е военное Павловское училище по 1-му разряду (1881), откуда выпущен был прапорщиком в 12-ю артиллерийскую бригаду. В 1889 году был переведен в 17-й артиллерийскую бригаду.
Чины: подпоручик (1881), поручик (1885), штабс-капитан (1892), капитан (1895), подполковник (1898), полковник (за отличие, 1902), генерал-майор (за отличие, 1908), генерал-лейтенант (1911).
В 1895 году окончил Александровскую Военно-юридическую академию первым в курсе, причем был награждён чином капитана, первой премией имени статс-секретаря В. Д. Философова и большой серебряной медалью с занесением имени на мраморную доску.
После годичного прикомандирования к Петербургскому военно-окружному суду был переведен в военно-судебное ведомство с назначением помощником столоначальника Главного военно-судного управления. Здесь последовательно занимал должности: столоначальника (1898—1902), штаб-офицера для особых поручений (1902), начальника отделения (1902—1908) и, наконец, помощника главного военного прокурора (с 30 апреля 1908). Первоначальная его служба в ГВСУ и в должности помощника главного военного прокурора главным образом была посвящена разработке законодательных вопросов по уставам дисциплинарному и воинскому о наказаниях. Все крупнейшие военно-уголовные законы этого времени (дополнение и исправление воинского устава о наказаниях 1903 г., новый воинский устав о наказаниях 1910 г. и др.) были разработаны преимущественно генералом Макаренко. Кроме того, он участвовал во всех производившихся по приказанию военного министра ревизиях военно-судебных установлений в начале 1900-х годов: в 1900 году — Варшавских и Туркестанских, в 1901 году — Кавказских, в 1903 году — Приамурских. В 1901—1902 годах командировался для осмотра и изучения российских военных тюрем и дисциплинарных батальонов, в результате чего составил обзор под заглавием «Военно-тюремные заведения в России и за границей» (Санкт-Петербург, 1904).
12 марта 1911 года был назначен исправляющим должность главного военного прокурора и начальника Главного военно-судного управления, а 10 апреля того же года произведен в генерал-лейтенанты с утверждением в должности. Участвовал в подготовке и проведении военно-судебной реформы 1913 года, объединившей надзор за военно-тюремными заведениями и руководство их деятельностью в особом военно-тюремном отделе при ГВСУ. По его инициативе в 1913 году, впервые в России, при Александровской военно-юридической академии была устроена судебно-фотографическая лаборатория и учреждена кафедра уголовной техники. Среди прочего курировал деятельность военно-полевых судов. По некоторым сведениям, в конце февраля 1917 года Николай II принял решение поручить Макаренко руководство Министерством внутренних дел. После Февральской революции немедленно отстранен от должности и 15 марта 1917 года уволен от службы по болезни.
В 1918 году выехал на Юг России, где участвовал в Белом движении. С осени 1918 состоял в резерве чинов при штабе Главнокомандующего ВСЮР. Был начальником управления юстиции в Особом совещании при Главнокомандующем ВСЮР. 21 февраля 1919 года назначен постоянным членом Кассационного присутствия, а 9 апреля того же года председателем комиссии по пересмотру Воинского устава о наказаниях и военно-судебного устава. 
Сразу после завершения первой части выступления Орлова 13 февраля 1920 года по новому стилю приказом А. И. Деникина была создана комиссия с правами сенаторской ревизии для расследования дела Орлова, под руководством военного юриста генерал-лейтенанта А. С. Макаренко. Он и его ближайший помощник полковник Н. П. Украинцев по горячим следам провели тщательное расследование обстоятельств дела. Доклад был составлен Макаренко и Украинцевым в апреле 1920 года, уже после разгрома Орлова, и представлен новому главкому П. Н. Врангелю. Документы хранятся в фонде Р-5881 Государственного архива Российской Федерации.
В Русской армии барона Врангеля был председателем Главного военного суда и входил в состав Высшей комиссии правительственного надзора, которая была создана 12 (25) сентября 1920 года в Севастополе приказом № 3626 генерал-лейтенанта барона П. Н. Врангеля из надежных сановников (председатель — генерал Э. В. Экк, сенаторы А. Н. Неверов, С. Н. Трегубов, Н. И. Ненарокомов, генерал-лейтенант А. С. Макаренко, генералы П. И. Залесский и В. В. Беляев) с целью рассмотрения жалоб и сообщений о всех «особо важных преступных деяниях по службе государственной или общественной и серьёзных непорядках в отдельных отраслях управления», а также прошений на имя главнокомандующего.
В эмиграции в Югославии. В 1926 году был делегатом от Сербии на Российском зарубежном съезде в Париже. Скончался в 1932 году в Сомборе.

## Награды
- Орден Святого Станислава 2-й ст. (1899)
- Орден Святой Анны 2-й ст. (1904)
- Орден Святого Владимира 4-й ст. (1907)
- Орден Святого Владимира 3-й ст. (1910)
- Орден Святого Станислава 1-й ст. (1912)
- Орден Святой Анны 1-й ст. (1914)
- Орден Святого Владимира 2-й ст. (ВП 22.03.1915)